# Инвуд (Њујорк)
Инвуд (енгл. Inwood) насељено је место без административног статуса у америчкој савезној држави Њујорк.

## Демографија
По попису из 2010. године број становника је 9.792, што је 467 (5,0%) становника више него 2000. године.
| Група             | 2000.         | 2010.         |
| Белци             | 4.019 (43,1%) | 2.786 (28,5%) |
| Афроамериканци    | 2.412 (25,9%) | 2.365 (24,2%) |
| Азијати           | 190 (2,0%)    | 324 (3,3%)    |
| Хиспаноамериканци | 2.454 (26,3%) | 4.190 (42,8%) |
| Укупно            | 9.325         | 9.792         |